# Veuve du Togo
Vidua togoensis
Espèce
Statut de conservation UICN

 LC  : Préoccupation mineure
La Veuve du Togo (Vidua togoensis) est une espèce de passereaux de la famille des Viduidae.
Son aire s'étend du Sierra Leone au nord de la Côte d'Ivoire et au Togo avec deux populations isolées au Mali et au Cameroun.